# Antoni Buszek
Antoni Buszek (ur. 14 stycznia 1883 w Warszawie, zm. 6 maja 1954 w Kole) – polski artysta plastyk, malarz, ceramik technolog farbiarstwa.

## Życiorys
W 1901 rozpoczął studia w krakowskiej Akademii Sztuk Pięknych pod kierunkiem Józefa Unierzyskiego, Józefa Mehoffera, Stanisława Wyspiańskiego i Jana Stanisławskiego. W 1904 wyjechał do Paryża, gdzie poznawał techniki malarskie odwiedzając muzea i Bibliothèque de Métiers, a następnie przebywał we Włoszech, gdzie poznawał techniki ikonografii i malarstwa bizantyjskiego. Od 1911 do 1913 był uczniem prowadzonej w Paryżu przez projektanta mody Paula Poireta Ateliers de Martine, po jej ukończeniu przeniósł się do Krakowa, gdzie przez dziewięć lat był kierownikiem prowadzonej przez Stowarzyszenie „Warsztaty Krakowskie” pracowni batikarskiej. Nauczał osoby niewykwalifikowane, dla celów pedagogicznych wypracował własne metody nauczania pozwalające wydobyć naturalne zdolności twórcze pracowników nazwane później metodą Buszka.
W 1922 powrócił do Warszawy, zdobyte doświadczenie wykorzystał zakładając własną szkołę uczącą sztuki batiku. Równocześnie otrzymał stanowisko dyrektora Towarzystwa Popierania Przemysłu Ludowego, został też członkiem Stowarzyszenia Artystów Polskich „Rytm”. W 1923 zawiesił działalność swojej szkoły i rozpoczął prowadzenie kursów sztuki stosowanej w Towarzystwie, któremu przewodniczył. W 1925 otrzymał Grand Prix za stosowane metody pedagogiczne. Rok później założył w Warszawie przy ul. Topiel 4 fabrykę środków chemicznych „An-Bu” i prowadził ją do wybuchu II wojny światowej. 
W 1945 nawiązał współpracę z BNEP (Biurem Nadzoru Estetyki Produkcji), dla którego projektował lalki z porcelany, których produkcję prowadziły fabryki w Ćmielowie, Wałbrzychu i Jaworzynie Śląskiej. Od 1948 był adiunktem w warszawskiej Wyższej Szkole Sztuk Pięknych, rozpoczął wówczas prowadzenie kursów zdobienia jedwabiu w Centralnych Zakładach Jedwabiu Naturalnego w Milanówku. Rok później prowadził kurs zdobienia porcelany w Zakładach Fajansu we Włocławku, podobne kursy prowadził również w Fabrykach Porcelitu w Kole i w Pruszkowie. W latach 1951–1952 był wykładowcą w Akademii Sztuk Pięknych w Warszawie, prowadził zajęcia z ceramiki. 
Spoczywa na cmentarzu Powązkowskim, kw. 17-I-28/29.